# Nichiren Daishonin
Nichiren Daishonin (16. februar 1222 – 13. oktober 1282) var en japansk munk.
Grundlægger af Nichiren Daishonins Buddhisme, hvor recitationen af mantraet Nam-myoho-renge-kyo mod mandalaen Gohonzon er den centrale praktisering. Ifølge Nichiren Daishonin vil denne praktisering fremkalde den praktiserendes iboende buddhatilstand.
Der findes i dag adskillige Nichiren skoler, hvoraf Soka Gakkai International er den største med 12 mio. praktiserende i 190 lande.

## Biografi

### Nichiren Daishonins barndom
Nichiren Daishonin blev født den 16. februar 1222 i en fiskerfamilie i landsbyen Kominato i Awa, Japan (som i dag er Chiba-præfekturet).
Som elleve årig kom han i lære som munk i Seicho-ji (Seicho-templet) nær bjerget Kiyosumi ved Awa. Den gang var der ingen skoler, og templerne fungerede som uddannelsescentre. Som barn navngav hans forældre ham Zennichimaro (Strålende Sol).
I begyndelsen var Seicho-ji tilknyttet Tendai Skolen som videregav Lotus Sutraens højeste lære. Senere blev den påvirket af først Shingon Skolen (Sande Ord) med dens mystiske ritualer og senere Rene Land Skolen som videregav troen på Amida Buddha. Under Zennichimaros studier på Seicho-ji herskede der derfor megen forvirring indenfor buddhismen, om hvilke lærer der var sande og korrekte i forhold til tiden og folks kapacitet.

### Om at blive den viseste mand i Japan
Samtidig med at Zennichimaro forstod mere og mere gennem studierne, fik han en tilsvarende mistillid til de buddhistiske lærer og deres indflydelse på datidens samfund. Hvordan kunne det være, at Buddhaens doktriner havde givet anledning til så mange forskellige skoler med modsigende læresætninger. Og hvordan kunne det være, at Japan til trods for buddhistiske bønner for fred, havde været udsat for konflikter og borgerkrig? Da ingen af Seicho-ji’s præster var i stand til at besvare spørgsmålene, bad Zennichimaro til statuen af Bodhisattva Kokuzo om at skænke ham visdommen til at blive den viseste mand i Japan. 
I år 1277 skrev Nichiren Daishonin i et brev til en tilhænger: ”Siden min barndom har jeg, Nichiren, aldrig bedt for verdslige ting, men entydigt søgt at blive en buddha.” (Writings of Nichiren Daishonin 1, s. 839). I et senere skrift noterede han: 
”Siden min barndom har jeg studeret buddhismen med en eneste tanke. Et menneskets liv er ynkeligt flydende. En mand inhalerer sit sidste åndedrag uden håb om det næste. Selv ikke dug båret af vinden er tilstrækkeligt til at beskrive denne flygtighed. Ingen, selv ikke vise eller tåber, unge eller gamle, kan undslippe døden. Mit inderste ønske har derfor været at finde løsning på dette evige mysterium. Alt andet har været underordnet.” (Gosho Zenshu s. 1404).

### Studieår
I søgen efter sandheden følte Zennichimaro et behov for at mestre alle de vigtigste buddhistiske tekster og deres kommentarer. Han studerede grundigt lærerne fra de otte skoler og dem fra den senere Zen og Jodo Skole. Den 8. oktober 1237 blev han som sekstenårig præsteviet af Seicho-ji´s chefpræst Dozen-bo. Som præst fik han det religiøse navn Zesho-bo Rencho.
Rencho blev på Seicho-ji et stykke tid, men rejste formentlig til Kamakura i foråret 1239 for yderligere at fordybe sine studier. Han var da sytten år. 
Kamakura var centret for shogunatet, Japans militære regering, mens kejserregeringen og hovedparten af landets kulturelle aktiviteter forblev i den gamle hovedstad Kyoto. Rencho studerede i Kamakuras templer i 3 år, men trods sin indsats fandt han ikke de svar, han søgte. 
Skuffet vendte han kort tilbage til Seicho-ji i foråret 1242, før han gennemførte sin anden studierejse til Nara og Kyoto. 
Templerne i Nara og klostrene ved Hiei og Koya bjerget nær Kyoto fungerede som datidens japanske universiteter. Her drog præster til for at høre berømte præsters forelæsninger eller for at forstå læresætningerne fra andre buddhistiske skoler end deres egen. 
Rencho brugte tolv år i Nara og Kyotos templer. I den periode læste han alle de vigtige tekster i buddhismen, som han fik adgang til. I ’Brev til brødrene’, skrevet på Minobu bjerget den 16. april 1275, forklarede Nichiren Daishonin: 
”Via adgang til Lotus Sutraens opbevaringssted og undersøgelse af den komplette samling opdagede jeg, at der findes to versioner af sutraerne. Afhandlingerne blev bragt til Kina i perioden mellem Yung-p´ing (senere Han æraen) og slutningen af T´ang dynastiet. 
Der er 5.048 bind af den ældre oversættelse og 7.399 bind af den nyere oversættelse. 
Hver sutra påstår i kraft af sit indhold, at den er højest af alle lærer. Imidlertid viser sammenligninger, at Lotus Sutraen er lige så overlegen i forhold til de andre sutraer, som himlen er til jorden. Den rejser sig over dem, som en sky over jorden. Hvis andre sutraer skulle sammenlignes med stjerner, er Lotus Sutraen månen. Hvis de er fakler, stjerner eller månen, er Lotus Sutraen blændende som solen.” (Writings of Nichiren Daishonin 1, s. 493).
Efter fjorten års studie blev han endelig overbevist om, at Shakyamunis dybeste lære ikke kunne findes andre steder end i Lotus Sutraen. Han forstod, at han, Rencho, var blevet født ind i denne verden for at åbenbare den lære, som forudsagt i Lotus Sutraen kunne lede alle mennesker til oplysning i Lovens sidste periode. 

### Bekendtgørelse af Nam-myoho-renge-kyo
Da Rencho kom tilbage efter sin flere år lange studietid, var præsterne i Seicho-ji ivrige efter at lære fra ham. Hans gamle mester, Dozen-bo, var stolt af den unge mand, som havde arbejdet med så stærk en beslutning og ført sine studier videre, end han selv nogensinde havde kunnet. For at fejre hans tilbagekomst og for at undersøge dybden af hans viden, organiserede præsterne en sammenkomst, hvor Rencho skulle prædike. Derefter inviterede de religiøse ledere fra det omkringliggende område. 
Tidligt om morgenen den 28. april 1253 chantede han for første gang Nam-myoho-renge-kyo. Hermed gav han fremtidens generationer nøglen til at åbne for oplysningen i deres hjerters skjulte skatkammer. 
Senere på dagen samlede en større skare tilhørere sig behørigt på det aftalte sted og tidspunkt på gårdspladsen foran Jibutsu-do, mødesalen i Seicho-ji. Ved middagstid kom Rencho og chantede Nam-myoho-renge-kyo tre gange. Han erklærede den for den eneste lære, som kunne gøre alle mennesker i Lovens sidste periode i stand til at opnå absolut oplysning i dette liv. Hans tilhørere blev fuldstændig overrumplet – der var ingen, som nogensinde havde hørt dette før. 
Rencho fortsatte med at oplyse om sit nye navn, Nichiren (Sol Lotus), og han argumenterede derefter imod tidens fire mest indflydelsesrige buddhistiske skoler. Nembutsu læren, sagde han, ledte mennesker til uophørligt helvede frem for et paradis efter døden. Zen, der kategorisk tilbageviste alle sutraerne og blev praktiseret af samuraierne ved shogunatet i Kamakura, sagde han var ’Djævelens lære.’ Han anklagede den esoteriske Shingon for årsagen til ’nationens ruin,’ og han kaldte Ritsu skolen ’forræderisk’ og beskrev dens fejl. Baseret på Shakyamunis Agama lære påstod Ritsu, at en person, som søger efter oplysning, skulle overholde mange forskrifter og komplicerede regler for opførsel. 
Ved at komme med disse fire tilbagevisninger, de såkaldte ’fire udsagn,’ slog Nichiren Daishonin effektivt fast, at ingen af de eksisterende buddhistiske skoler havde kraften til at redde menneskeheden, og at hengivelse til deres lærer faktisk skabte lidelser for individ og samfund. 
Selv om nogle få af hans tilhørere blev rørt af Nichiren Daishonins tale, var der ingen, som forstod den. Den 28. april 1253 åbnede Nichiren Daishonin op for menneskers lykke til evig tid. Han var parat til konfrontation med manglende forståelse, og han var indstillet på at blive forfulgt. Begge ting begyndte samme dag.
Den sande humanisme er et andet udtryk for kamp mod den ondskab, som undertrykker og giver almindelig mennesker lidelse. 
I Gosho (”ærværdige skrifter”) skriver Nichiren Daishonin om sine tanker og overvejelser før bekendtgørelsen af Nam-myoho-renge-kyo: ”Forskellige sutraer siger, at den, som udbreder Lotus Sutraen, vil møde megen modstand forårsaget af de onde kræfter blandt almindelige mennesker, herskeren, ikke-buddhister eller Hinayana buddhismens tilhængere.”(Writings of Nichiren Daishonin 1, s. 239). Men hvis han ikke videregav sin lære, ville han være en egoist, der ikke gav folk chancen for at blive buddha. Han valgte den vej, hvor man spreder læren om Den mystiske lov, trods de mange problemer, der ville opstå. For ikke at komme til at opgive sin beslutning, aflagde han ed på at frelse alle mennesker i Lovens sidste periode. Han var overbevist om, at det at bekendtgøre Nam-myoho-renge-kyo i sig selv er buddhatilstand, og han var parat til at møde alle forhindringer fremover.
Iblandt de lyttende var en tjener af Tojo Kagenobu, regionens ordenshåndhæver, som var brændende tilhænger af Rene Land Skolen (Nembutsu). Da manden rapporterede om Nichiren Daishonins forudsigelse om uophørligt helvede for dem, som praktiserede Nembutsu lærerne, udstedte Tojo på stedet en arrestordre mod den unge arrogante præst. Hans mænd forlangte at Dozen-bo skulle udlevere ham, men Dozen-bo sendte i stedet en advarsel til Nichiren Daishonin om umiddelbart at forlade templet. Fulgt af præsterne, Joken-bo og Gijo-bo, flygtede Nichiren Daishonin ad en ukendt sti til et lille tempel, Shoren-bo, som gav ham husly for en tid. 
I sommeren 1253 rejste Nichiren Daishonin til Kamakura. Her slog han sig ned i en lille eneboerhytte ved Matsubagayatsu. Efter kun et par måneder, i november 1253, blev en omrejsende præst Nichiren Daishonins første discipel. Han hed Joben, men tog ved konverteringen navn til Nissho. Senere var han den ældste af ”de seks seniorpræster.” Andre disciple sluttede sig til. Nogle udførte i forvejen præstegerningen. Blandt andet en tolvårig lærling, der senere blev kendt som Nichiro, endnu en af ”de seks seniorpræster.” Andre tilhørte samuraifamilier som Toki Goro Tanetsugu. Han blev senere lægpræst ved navn Toki Jonin. Blandt de første disciple var også navne som Shijo Kingo, Kudo Yoshitaka og Ikegami Munenaka. 

### Rissho Ankoku Ron (Om at etablere den rette lære, der kan skabe fred i landet)
I denne periode hærgede hungersnød og epidemier landet. Ifølge datidens dokumenter fulgte der fra 1257 til 1260 et ekstraordinært stort antal naturkatastrofer som perler på en snor. Efter det store Kamakura jordskælv i maj 1257 rystedes regionen igen af et andet kæmpe jordskælv i august og igen i november. I august 1258 hærgede kraftige vinde Kamakura, og en storm ramte Kyoto som skadede høsten. I oktober 1258 dannede den voldsomme regn i Kamakura en flod, som dræbte mange mennesker og jævnede utallige boliger med jorden. 
I marts 1259 bekendtgjorde regeringen i overensstemmelse med skik og brug en ny æra for at overvinde katastroferne. Deres forsøg bar ikke frugt, og i april 1260 bekendtgjorde regeringen atter en ny æra. Samme måned hærgede en kæmpe brand Kamakura efterfulgt af voldsomme vinde og flodbølger i juni. 
I 1258 tog Nichiren Daishonin til Jisso-ji. Det var et tempel i Iwamoto, som havde et bibliotek med alle Shakyamunis sutraer. Her mødte han den tolvårige lærling, Hoki-bo, som hjalp ham og senere udtrykte ønske om at blive hans discipel. Som Nikko Shonin blev han senere Nichiren Daishonins umiddelbare efterfølger. 
Daishonin undersøgte alle sutraerne i Jisso-ji´s bibliotek for at finde den grundlæggende årsag til de mange katastrofer set fra en buddhistisk vinkel. Han søgte dermed også midlet til at afhjælpe de menneskelige lidelser i forbindelse med katastroferne. Han fandt frem til, at nationens ulykker udsprang af tilsidesættelse og bagtalelse af Lotus Sutraen. Det tredje kapitel i Lotus Sutraen, ’Sammenligning og lignelse’, talte om vigtigheden af ”ikke at acceptere en eneste sætning fra de andre sutraer”. Her og andre steder gør Shakyamuni det klart, at hans grundlæggende lære kun kan findes i Lotus Sutraen. Alle datidens buddhistiske skoler i Japan var med undtagelse af Tendai Skolen i denne periode grundlagt på Shakyamunis ukomplette lærer fra før Lotus Sutraen. Selv Tendai Skolen, som først var funderet på Lotus Sutraen, blev påvirket af Shingon og Rene Land Skolens lære. 
Nichiren Daishonin formulerede sin konklusion i afhandlingen ’Rissho Ankoku Ron’ (Om at etablere den rette lære, der kan skabe fred i landet). Den 16. juli 1260 fremsendte han afhandlingen til Hojo Tokiyori, den aftrådte regent, men stadig Japans politisk mest indflydelsesrige person. ’Rissho Ankoku Ron’ kendes som Nichiren Daishonins første protestskrivelse mod regeringen og begynder med følgende beskrivelse af tidens katastrofer: 
“Engang sagde en rejsende bedrøvet disse ord til sin vært:
I de sidste år har usædvanlige forstyrrelser på himlen, mærkelige hændelser på jorden, hungersnød og epidemi angrebet enhver afkrog af riget og spredt sig i hele landet. Okser og heste ligger døde på vejene, og store mængder pestramte menneskers skeletter ligger langs hovedvejene. Over halvdelen af befolkningen er allerede ramt af døden, og der findes næppe én person, som ikke sørger.” (Nichiren Daishonin, Udvalge breve og afhandlinger, s. 6).
Nichiren Daishonin klarlagde sin overbevisning om den grundlæggende årsag til katastroferne. Den lå i det faktum, at alle ”fra herskeren til den mest ydmyge” var imod eller ligeglade med Lotus Sutraens lære. Det vil sige manglende respekt for hvert enkelt menneskes liv. Nichiren kritiserede især Honen, som var grundlægger af Rene Land Skolen, der var en forgrening af den i Japan meget populære Amida Buddhisme. 
Ved præcist at citere Stor Samling Sutraen og Medicinmester Sutraens uddybelse af de tre ulykker og syv katastrofer forudsagde Nichiren Daishonin borgerkrig og invasion fra en fremmed magt, som de eneste ulykker, der ikke endnu var indtruffet. De ville helt sikkert opstå, hvis landet ikke ændrede sin afvisning af den fuldkomne lære: Nam-myoho-renge-kyo.
Nichiren Daishonin vidste alt for godt, at det ville udløse voldsomme forfølgelser, hvis han sendte ’Rissho Ankoku Ron’ til Hojo Tokiyori. Han gjorde det alligevel ud fra en dyb medfølelse med menneskeheden, hvor han anså andres lidelser som sine egne. I dyb overensstemmelse med dette gik de troende fra Rene Land Skolen i aktion mod Nichiren Daishonin og hans disciple. 

### Matsubagayatsu forfølgelsen og Izu eksilet
I løbet af natten den 27. august 1260 angreb flere hundrede Rene Land tilhængere Nichiren Daishonins tilhørssted ved Matsubagayatsu for at myrde ham. Aktionen var ansporet af Hojo Shigetoki, der var far til den siddende regent Hojo Nagatoki, som selv var tilhænger af Rene Land Skolen. Shigetoki blev støttet af adskillelige præster fra Rene Land Skolen. Heldigvis lykkedes det Nichiren Daishonin at flygte og søge ly i huset hos hans discipel, Toki Jonin. 
På grund af det kraftigt stigende antal Nichiren tilhængere, bagtalte Rene Land Skolens præster ham overfor myndighederne og krævede en reaktion. Denne gang blev de begunstiget af regenten selv. Hojo Nakatoki støttede op om deres beskyldninger. Den 12. maj 1261 forviste regeringen uden retssag Nichiren Daishonin til eksil i Ito, som var en af Rene Land Skolens højborge på Izu halvøen. 
Ved ankomsten efterlod hans vogtere ham på stranden uden ejendele eller mad. Til trods for beboernes generelle fjendtlighed over for de eksildømte, blev Nichiren Daishonin hjulpet af fiskeren Funamaori Yasuburo og hans kone, som gav ham mad og husly. De blev begge senere hans disciple. Dette viser den stærke forbindelse, som Nichiren Daishonin havde til almindelige mennesker – en forbindelse, som tog til med tiden. Kort tid efter hørte han om den lokale lensherres sygdom. Nichiren Daishonin chantede med succes for hans helbred. Lensherren blev helbredt, og blev også hans discipel. 
I februar 1263 blev Daishonin løsladt efter knap to år på Izu. Som han forklarede i ’Om de forfølgelser vismanden bliver udsat for’: 
”Den nu afdøde lægpræst fra Saimyo-ji (Hojo-Tokiyori 1227-1263), og chefpræsten (Hojo Tokimune 1251-1284) accepterede min tilbagekomst, da de forstod, at jeg var uskyldig i anklagerne mod mig.” (Writings of Nichiren Daishonin 1, s. 997). 
Det kan også være, at Hojo Tokiyori forstod Nichiren Daishonins sande intention efter selv i juli 1260 at have læst ’Rissho Ankoku Ron’, og dermed også havde et ønske om at beskytte det japanske folk mod flere katastrofer. Efter frigivelsen rejste Daishonin tilbage til Kamakura. 

### Komatsubara forfølgelsen
Da han fik besked om sin mors alvorlige sygdom, besluttede Nichiren Daishonin sig for i efteråret 1264 for første gang i ti år at besøge Awa. Hans far var død i 1258.
Fuld af glæde over Daishonins besøg efter lang tids fravær inviterede hans discipel Kudo Yoshitaka ham til sit hus ved Amatsu. På sin rejse til Yoshitaka den 11. november 1264, lå hans gamle fjende og ordenshåndhæver i området, Tojo Kagenobu, på lur. Daishonin og hans disciple blev overfaldet ved Komatsubara. Yoshitaka hørte om angrebet, og han hastede til stedet med en håndfuld tilhængere for at beskytte sin mester. Deres kraftige undertal resulterede i Yoshitakas og tilhængeren Kyonin-bos død. Nichiren Daishonin blev skadet i panden af et sværdhug og hans venstre arm brækkede. Det lykkedes ham at flygte igen. Overfaldet har senere fået benævnelsen Komatsubara forfølgelsen. 

### Anden advarsel til regeringen
Nichiren Daishonin tog til Kamakura i januar 1268. Samme måned ankom et sendebud fra Mongolriget med krav om Japans troskab. Hvis de nægtede, kunne de forberede sig på invasion. Sendebuddet vendte tomhændet tilbage, og den japanske regering rustede sig til krig. Hændelsen bekræftede den forudsigelse, Nichiren Daishonin havde givet om fremmed invasion i ’Rissho Ankoku Ron’. 
I april 1268 sendte Nichiren Daishonin skrivelsen: ’Baggrunden for at skrive Rissho Ankoku Ron’ til et aktivt medlem af regeringen. 
Her forklarede han de omstændigheder, som havde fået ham til at skrive ’Rissho Ankoku Ron.’ 
Han mindede shogunatet om konklusionen: 
”Nu, den første måned af skudåret (1268), 9 år efter jeg har fremlagt ’Rissho Ankoku Ron’ (til Saimyo-ji’s lægpræst), sendte det store Mongolrige sit første officielle brev. Begivenheden svarer til forudsigelsen i min afhandling, så præcis som to halvdele af en karvestok passer til hinanden.”(Writings of Nichiren Daishonin 1, s. 163). I oktober sendte han breve til elleve højt placerede politikere og religiøse ledere. Han påpegede, at forudsigelserne i ’Rissho Ankoku Ron’ nu var ved at blive opfyldt. Han efterspurgte en offentlig religiøs debat for at demonstrere sin læres gyldighed. Opfordringen blev ignoreret. 
Nichiren Daishonin havde stor viden. Det var grund nok, til at de religiøse ledere i Kamakura nægtede at stille op til en debat. Situationen står klart beskrevet i Lotus Sutraens trettende kapitel som: 
”De mænd som bærer ondskab i hjertet, 
og konstant tænker på verdslige affærer, 
vil låne navne fra de munke, der er draget ud i skovene…” 
Kort sagt vidste han, at de var hyklere, som prædikede doktriner, de ikke selv kunne leve op til. I 1271 led Japan under alvorlig tørke. Regeringen bad Ryokan, chefpræsten for Shingon-Ritsu Skolen, om bønner for regn. Da Nichiren Daishonin hørte det, kom han med en offentlig udfordring. Hvis Ryokan kunne frembringe regn inden for syv dage, ville Daishonin blive Ryokans discipel. Hvis Ryokan fejlede, skulle han stå frem som en humbugmager, en præst som opretholdt fejlagtige lærer og snød folket, og derefter blive Daishonins discipel. Ryokan accepterede udfordringen, overbevist om at han ville vinde, men han blev ydmyget, da bønnerne ikke havde nogen effekt. I stedet for at frasige sig sin tro, konspirerede han for at blive af med sin rival. Æret som en stor humanist og den førende buddhistiske lærer i byen, fandt han Nichiren Daishonins fortsatte udfordring og kritik uacceptabel. Sammen med sine tilhængere startede han en kampagne af falske og ondskabsfulde rygter om Daishonin til ledende regeringsmedlemmers koner. 
Planen virkede. Den 10. september 1271 blev Nichiren Daishonin indkaldt og udspurgt af Hei no Saemon. Han var vicechef i afdelingen for militær- og politianliggender (Chefen var regenten selv). Nichiren Daishonin gentog sin forudsigelse om nationens ødelæggelse, såfremt den sande lov til stadighed blev bagtalt. Dette møde blev kaldt den anden protest mod regeringen (den første var ’Rissho Ankoku Ron’). I Goshoen ’Lotus Sutraens tilhængers handlinger’ er der skrevet følgende advarsel til Hei no Saemon:
””Hvis de ønsker, at dette land skal forblive fredeligt og sikkert, er det altafgørende, at De indkalder præsterne fra de andre skoler til en debat under Deres tilstedeværelse. Hvis De ignorerer dette råd, og jeg uden grund bliver straffet på Deres foranledning, vil hele landet have grund til at fortryde Deres afgørelse. Hvis de fordømmer mig, vil det være Buddhaens udsending, som De afviser…”
Da dommer Hei No Saemon hørte dette, glemte han alt om sin rangs værdighed og blev afsindig af vrede, ligesom statsministeren og lægpræsten [Taira no Kiyomori].”(Nichiren Daishonin, Udvalgte breve og afhandlinger, s. 208-209)
Ikke overraskende endte mødet, uden at de nåede til enighed.

### Tatsunokuchi forfølgelsen
Men Hei No Saemon var ikke færdig. Natten til den 12. september 1271 tog han og nogle bevæbnede soldater Nichiren Daishonin til fange. De behandlede ham som en forræder og førte ham til Tatsunokuchi stranden, der var en henrettelsesplads nær Kamakura. På eget initiativ havde Hei no Saemon besluttet at halshugge Nichiren Daishonin. 
På vej til Tatsunokuchi passerede de et alter for Hachiman, som var en af Japans beskyttende guder. Daishonin forlangte, at de stoppede et øjeblik. Soldaterne accepterede det, og han begyndte med det samme at irettesætte Hachiman: 
””Store Bodhisattva Hachiman, er du virkelig en gud?…Jeg, Nichiren, er Lotus Sutraens førende udsending i hele Japan, og jeg er fuldstændig uden skyld…Under Shakyamuni Buddhas udlægning af Lotus Sutraen samledes Mange Skatte og buddhaer og bodhisattvaer fra de ti retninger. De skinnede som ligeså mange sole, måner, stjerner og spejle. I nærvær af utallige himmelske guder, velgørende guder og vismænd fra Indien, Kina og Japan, bad Shakyamuni Buddha dem indtrængende enkeltvis om at tilslutte sig et skriftligt løfte, om til enhver tid at beskytte Lotus Sutraens udsending. Hver eneste af jer guder gav det løfte. Jeg burde ikke behøve at minde jer om det. Hvorfor kommer I ikke med det samme og holder jeres højtidelige ed? Til sidst sagde jeg: ”Hvis jeg i dag bliver henrettet og kommer til Ørnetinden i det Rene Land, vil jeg med garanti fortælle Shakyamuni Buddha, lærernes herre, om Solens Gud og den store Bodhisattva Hachimans brudte ed til ham. Hvis du skulle frygte, at det vil gå hårdt ud over dig, må du hellere gøre noget ved det med det samme!” (Writings of Nichiren Daishonin 1, s. 767). 
Derefter steg Nichiren Daishonin op på sin hest, og følget fortsatte mod Tatsunokuchi. Han blev modtaget af Shijo Kingo, som barfodet løb ham i møde med sine tre brødre. Parat til at give sit liv holdt Shijo Kingo Nichiren Daishonins hest i tøjlerne til de nåede henrettelsespladsen.
På tidspunktet for Nichiren Daishonins halshugning, krydsede et skinnende objekt himlen og lavede nat om til dag. I panik smed bødlen sit sværd væk, og de lammede soldater var ude af stand til at fortsætte henrettelsen. 
Optrinet var af største vigtighed. Ikke kun reddede de buddhistiske guder Nichiren Daishonin fra døden, men i det afgørende øjeblik afslørede han sin sande identitet som den oprindelige buddha ved at bortkaste sin foreløbige identitet som ’Lotus Sutraens budbringer’. I buddhismen kaldes det hosshaku kempon, der betyder ”bortkaste det midlertidige og afsløre det sande”. I afhandlingen ’Åbning af øjnene’ skriver Nichiren Daishonin: 
”Den tolvte dag i den niende måned sidste år mellem rotten og oksens time (23.00 og 03.00) blev personen Nichiren halshugget. Det er hans sjæl, som er nået til Sadoøen.” (Writings of Nichiren Daishonin 1, s. 269)
Myndighederne var ikke i stand til at slå Nichiren Daishonin ihjel med halshugningen.

### Eksil til Sadoøen
Myndighederne holdt Nichiren Daishonin fanget i Echi i Sagami præfekturet, mens de overvejede, hvad de nu skulle gøre. Dommen lød igen på eksil. Den 10. oktober 1271 blev han ført mod nord fra Echi til Sadoøen i det japanske hav. Her blev han tvunget til at slå sig ned i en lille ruin af et tempel på en kirkegård ved Tsukahara. Han havde ikke nok føde eller varmt tøj til at beskytte sig mod det forfærdeligt kolde vejr. Desuden var indbyggerne på øen ham fjendtligt stemt. De var ikke kun Rene Land Skole tilhængere, men mennesker i eksil var for det meste kriminelle, og de blev behandlet derefter. Myndighederne regnede bestemt ikke med, at Nichiren Daishonin ville overleve vinteren.
Selv i de svære tider som fulgte, fortsatte Nikko Shonin med at følge og tjene sin mentor. I stedet for at omkomme vandt Nichiren Daishonin en stadig større støtte fra lokalbefolkningen, og han omvendte mange til sin lære. Heriblandt Abutsu-bo og Ko Nyudo samt deres koner, Nakaoki Nyudo og Sairen-bo Nichijyo. 
Med deres fjende i eksil burde lederne fra de andre buddhistiske skoler være tilfredse, men intet andet end hans død var nok for dem. For at afslutte sagen mødte en snes præster op fra deres hjemlige provinser på den anden side af øen tidligt i 1272. De kom fra provinser, der i dag hedder Niigata, Nagano og Yamagata. På Sado diskuterede de sagen med kommandanten, Homma Shigetsura, som hurtigt skuffede dem ved at fortælle: 
”Et officielt brev fra regenten beordrer, at præsten ikke må henrettes. Dette er ikke en almindelig foragtelig kriminel, og hvis der sker ham noget, vil jeg, Shigetsura, være skyldig i alvorlig forsømmelse. Hvorfor konfronterer I ham ikke i religiøs debat i stedet for at dræbe ham?”
’Tsukahara debatten’ som den blev kendt, foregik den 16.-17. januar 1272 mellem Nichiren Daishonin og adskillig hundrede andre præster fra andre skoler. Daishonin beskrev begivenheden i Goshoen ’Lotus Sutraens tilhængers handlinger’: 
”Jeg svarede hver af dem og tilvejebragte den sande mening, med hvad der var blevet sagt, og stillede så spørgsmål tilbage. Jeg behøvede dog kun at stille ét eller højst to spørgsmål, før de var gjort fuldstændig tavse… Jeg overvandt dem lige så nemt som et skarpt sværd skærer igennem en melon eller en storm bøjer græsset. De var ikke alene ringe bevandret i buddhistiske lærer, de modsagde også sig selv. De forvekslede sutraer med afhandlinger eller kommentarer med afhandlinger.”
Efter debatten frasagde mange af deltagerne deres tro eller konverterede på stedet til Nichiren Daishonins lære. 
Tatsunokuchi forfølgelsen og det efterfølgende eksil på sadoøen ramte ikke kun Daishonin. Hele forsamlingen af hans troende blev samtidig gjort til genstand for generel undertrykkelse. Dette gav hans oprigtige disciple en mulighed for at styrke deres tro og skabe et enhedens bånd til deres mentor. Og Daishonins eksil på Sadoøen blev et tegn på en ny fase for hans disciple, hvor deres tro blev testet og styrket via forfølgelserne. Denne nye fase betød, at de måtte stå på egne ben og vise sig som sande disciple. 
I februar blev Daishonins forudsigelser fra ’Rissho Ankoku Ron’ om borgerkrig til virkelighed. Der opstod konflikt i den ledende Hojo klan, som kulminerede i voldsomme sammenstød ved Kamakura og Kyoto. Regeringen begyndte at tage Nichiren Daishonin mere seriøst, og som en konsekvens blev han i april overført fra sin hytte på Tsukahara til et almindeligt hus ved Ichinosawa på Sadoøen. 
På Sado skrev han mange vigtige skrifter, heriblandt ’Åbning af øjnene’, ’Hengivelsesobjektet til observation af sindet’, ’Alle fænomeners sande væsen’ og ’Brev fra Sado’. De Gosho var specielt betydningsfulde, fordi de forklarer vigtigheden af Gohonzon. ’Åbning af øjnene’ beskriver hvorfor Daishonin er en person, som er kvalificeret til at indskrive Gohonzon. ’Hengivelsesobjektet til observation af sindet’ forklarer, hvorfor Nam-myoho-renge-kyo er loven som skal etableres, hvorfor det sker i form af Gohonzon, og hvorfor det er det rigtige tidspunkt. 
Daisaku Ikeda skriver i ’Goshos Verden’ nr. 15: ”Daishonins kamp på Sado tog primært form af en kamp på ord, hvor han skrev mange afhandlinger og breve. Kampen for at udtrykke sine ideer havde to mål: Etablering af et doktrinært fundament for sin lære, samt genopbygningen af sine tilhængeres fællesskab. Begge disse mål baserede han på sin vision om kosen-rufu: spredningen af sin lære i resten af Lovens sidste periode titusinde år frem eller mere.”

### Perioden, hvor han træner sine efterfølgere på Minobu bjerget
I februar 1274 gav regenten, Hojo Tokimune, Nichiren Daishonin tilladelse til at forlade Sadoøen. Dette var en uhørt handling, og den var sandsynligvis tilskyndet af to begivenheder, som fandt sted i 1273. Kupforsøget af Hojo Tokimunes bror, og ankomsten af endnu en mongolsk delegation. Begge begivenheder bekræftede Daishonins forudsigelser i ’Rissho Ankoku Ron’. 
Han tog til Kamakura fra Ichinosawa den 13. marts og mødte den 8. april Hei no Saemon på dennes forespørgsel. For tredje gang irettesatte han regeringen. Han henstillede indtrængende til, at de trak støtten til fejlagtige doktriner tilbage og i stedet begyndte at tro på den rette lære. Han advarede om mongolernes forestående invasion, men regeringen nægtede hårdnakket at lytte. Et par måneder senere, i oktober, angreb Kublai Khans styrker Japans sydlige områder.
Ifølge ældgamle kinesiske skikke trækker en vismand sig tilbage til et bjerg efter tre ubesvarede advarsler til myndighederne. Derfor trak Nichiren Daishonin sig tilbage til det fjerne Minobu bjerg hos Hakiri Rokuro Sanenaga, der var opsynsmand i Minobu området i provinsen Kai (vore dages Yamanashi præfektur). Hans tilbagetrækning betød ikke, at han vendte ryggen til verden. Det var nok mere kædet sammen med hans mission om at få folk til at forstå den dybe mening med hans opdukken i denne verden. Ved Minobu fortsatte han med at skrive, og han trænede samtidig disciple med evner til at udbrede læren. 
Den 17. maj 1274 slog Nichiren Daishonin sig ned i et lille hus, som hans disciple havde bygget til ham ved dalen, som ligger vest for Minobu bjerget. Han beskrev sit nye hjem som: 
”Der er ingen andre beboelser i området end mit. Mine eneste sjældne gæster er aber, som kommer svingende igennem trætoppene. Til min fortrydelse bliver de ikke længe, men smutter tilbage hvor de kom fra.” (Writing of Nichiren Daishonin 1, s. 755)
Han brugte meget af sin tid på breve, og cirka halvdelen af hans bevarede værker stammer fra denne periode. Han brugte også meget tid på undervisning og træning af sine disciple, specielt af Nikko Shonin. Nikko Shonin skrev trofast foredragene ned i Ongi Kuden (The record of the Originally Transmitted Teachings), som er et andet af Nichiren Daishonins vigtigste værker. Heri står hans fortolkning af Lotus Sutraen. 

### Atsuhara forfølgelsen og opfyldelsen af Daishonins mission
I 1275 overtog Nikko Shonin ledelsen af udbredelsen af Nichiren Daishonins lære i Fuji området med byen Atsuhara som centrum. Det lykkedes ham at konvertere mange lægfolk (specielt bønder) og præster. En stærkt praktiserende lægtilhænger fra området var Nanjo Tokimitu, som havde mødt Nikko Shonin ti år tidligere, da Nikko af Nichiren Daishonin var blevet sendt til Tokimitsus afdøde fars gravsted. Den syvårige Tokimitsu havde da taget Nikko til sig som vejleder i tro. I sine sene teenager år bidrog han helhjertet til udbredelseskampagnen med sit hjem som samlingspunkt for aktiviteterne. 
Udbredelsen skabte intens modstand fra de lokale templer, der frygtede at tabe indkomst fra de konverterede sognebørn. Specielt blev den assisterende chefpræst ved Ryusen-ji i byen Atsuhara, Gyochi, afsindig jaloux og arrig. Som præst ved Tendai Skolen havde han misbrugt tempelmidlerne, taget imod bestikkelse og udnyttet bondetilhængerne til egen fordel. Han følte sin indkomst truet og begyndte at genere Daishonins tilhængere. Imod bedrevidende beskyldte han dem for at have stjålet ris, mens de høstede templets marker. Gyochi konspirerede med verdslige myndigheder for at få bønderne arresteret. Konspirationen lykkedes, og de blev ført til Kamakura den 21. september 1279, hvor han prøvede at presse dem til at frasige sig deres tro på Nam-myoho-renge-kyo. De nægtede selv under tortur og trusler om død. 
Imens kæmpede Nanjo Tokimitsu med sit eget liv som indsats for at beskytte læren og hans værdifulde medlemmer på trods af regeringens repressalier. Han blev f.eks. så hårdt beskattet, at han måtte sælge sin hest. For en bonde-samurai er en hest en absolut nødvendighed.
Nichiren Daishonin var dybt rørt af sine disciples holdning. De var parate til at give deres liv for at forsvare læren, hvis det var nødvendigt. Derfor kunne han forstå, at tiden nu var rigtig.
For at fuldføre sin dybeste mission i dette liv, indskrev han Dai-Gohonzon den 12. oktober 1279. I Goshoen ’Om forfølgelser der tilfalder vismanden’ diskuterer han vigtigheden af denne begivenhed:
”Her i Koans andet år (1279) med det cykliske tegn tsuhinoto-u, er det syvogtyve år siden jeg første gang bekendtgjorde denne lære i Seicho-ji. Det var i hestens time [ca. kl. tolv middag] på den fjerde måneds otteogtyvende dag i Kencho’s femte år (1253), med det cykliske tegn mizunoto-shi, og det skete på den sydlige side af Shobutsu-bos hal med statuer i Seicho-ji i landsbyen Tojo. Tojo er nu et distrikt, men var på det tidspunkt en del af Nagasa-distriktet i Awa-provinsen. Her ligger hvad der engang var det næstvigtigste, men nu er landets vigtigste center, stiftet af den højtstående general Minamoto no Yorimoto for at forsyne Solgudindens helligdom med fornødenheder.
Buddhaen fuldbyrdede formålet med sin tilsynekomst på lidt over fyrre år. Den Store Lærer T’ien-t’ai brugte omkring tredive år og Den Store Lærer Dengyo omtrent tyve. Jeg har gentagne gange omtalt de ubeskrivelige forfølgelser, de led under i løbet af de år. For mig tog det syvogtyve år, og I kender alle de store forfølgelser, jeg blev udsat for i dette tidsrum.”(Nichiren Daishonin, Udvalgte breve og afhandlinger s. 281)
Tre dage senere, den 15 oktober, blev tre af Atsuhara bønderne, der var fængslet i Kamakura, halshugget. Det var brødrene Jinshiro, Yagoro og Yarokuro. Da regeringen så, at de sytten andre stadig nægtede at afsværge deres tro, forstod de, at yderligere henrettelser var nytteløse, og de forviste dem i stedet fra Atsuhara. Daishonins disciple blev med mellemrum generet et stykke tid, og derefter aftog forfølgelsen. Tilsammen kulminerede forfølgelserne af hans tilhængere i og omkring Atsuhara fra 1275 til 1281 med de tre brødres død. Dette er kendt som Atsuhara forfølgelsen.
I ’Goshos Verden’ nr. 10 diskuterer forfatterne Atsuhara forfølgelsen:
Ikeda:
Ligesom i tilfældet med Daishonin selv, blev hans tilhængere angrebet i Atsuhara, fordi de ikke forholdt sig passivt eller trak sig tilbage. Hvis vi vil lære essensen af undertrykkelsen at kende, bør vi først og fremmest forstå, at den fandt sted som et resultat af, at Nichiren Daishonins ægte discipel, Nikko Shonin, rejste sig og gik forrest i kampen for at udbrede Daishonins lære. Hans retfærdige kamp for at ændre forholdene for almindelige mennesker, sammen med hans ungdommelige ånd, var det, der fik folks øjne op for Daishonins humanisme. Først en, så to, tre og derefter hundrede mennesker, som Daishonin havde forudsagt.
De skræmte myndigheder gik ekstremt langt i forsøget på at stoppe udbredelsen. Men trods de hårdhændede midler, kunne de ikke få en eneste af de tiltalte bønder til at vakle i deres tro. Dette faktum er essensen af Atsuhara forfølgelsen.
Den hjerteløse henrettelse af de tre ydmyge troende står som et klart bevis på myndighedernes fordærv.
Som modsætning markerede styrken i tro hos Daishonins Atsuhara tilhængere en milepæl uden fortilfælde i Japans religionshistorie. Disse troende stråler virkelig med en evig, åndelig glans, og kan uden overdrivelse beskrives som ædle frontløbere i kampen for menneskerettigheder.
Saito: 
Atsuhara forfølgelsen signalerer den menneskelige ånds sejr. Disse almindelige bønder stod sammen i deres solidaritet som bodhisattvaer fra jorden og triumferede over magthavernes djævelske kræfter.
Ikeda: 
Det er rigtigt. Vi kan sige, at Daishonin ’virkeliggjorde meningen med sin fremkomst i denne verden.’ For han var fuldstændig overbevist om, at så ukuelige tilhængere ville dukke op fra de almindelige menneskers rækker. Han vidste, at et stærkt fællesskab af troende, dedikeret til kosen-rufu, ville formes. For når alt kommer til alt, kan kosen-rufu, menneskehedens fred og lykke, kun opnås hvis hengivne individer fortsætter den kamp, som Buddhaen i Lovens sidste periode begyndte. Disse ædle og vigtige almindelige mennesker, som har dedikeret sig til at sprede Daishonins lære, kan spores tilbage til Nikko Shonins tapre kamp mod fejltagelser og uretfærdighed. Han udviste en ægte ’standing alone spirit.’”

### Et liv af uendelig medfølelse
Til sine dages ende udviste Nichiren Daishonin utrolig omsorg for andre mennesker. Han led ved siden af de lidende og bad dag og nat for dem. Som da den yngre bror til Nanjo Tokimitsu, Shichiro Goro, pludselig døde i en alder af sytten år. Her skrev Daishonin til den sørgende mor: 
”Din afdøde søn Goro dukker ufravigeligt op i mit sind. Blomsterne, som falmede, er ved at blomstre igen, og det visne græs er begyndt at samle sine kræfter igen. Hvorfor kommer den afdøde Goro så ikke også tilbage? Åh, hvis bare han ville vende tilbage med de flygtige blomster og græs, så ville vi vente ved blomstringen, selv om vi ikke er Hitomaro. Selv om vi ikke er tøjrede heste, ville vi aldrig forlade græsset!” (Writings of Nichiren Daishonin 1, s. 1091)
Han fortsatte med at opmuntre Goros mor, indtil hun havde genfundet styrken til at fortsætte livet. 

## Videreførelse af læren og Nichiren Daishonins død
I 1280 havde Nichiren Daishonin allerede udpeget Nikko Shonin som sin efterfølger. Dette blev beskrevet i dokumentet, som han gav ham, ’De hundrede og seks sammenligninger’. Nikko var klart den fremmeste discipel i tro. Det gjaldt både tro, praktisering og studie. Han fulgte og tjente Nichiren Daishonin to gange i eksil (Izu og Sado), og han var den mest aktive i udbredelsesaktiviteter og i oplæringen af andre disciple. Nikko havde en dyb respekt for Nichiren Daishonin som denne tids buddha, og han forstod hans læres dybe mening ud fra troens vinkel. Han var derfor den person, som Nichiren Daishonin i september 1282 videregav alle sine lærer og Dai-Gohonzon til. Dai-Gohonzon, der var indskrevet til hele menneskeheden. Han udnævnte formelt Nikko som sin efterfølger og leder af udbredelsen i ’Dokumentet om betroelse af læren, som Nichiren udbredte i hele sit liv’.
Kort efter, den 8. september 1282, blev hans helbred gradvist dårligere. Daishonin fulgte sine disciples råd om at besøge de varme kilder ved Hitachi. Han forlod Minobu bjerget, hvor han havde boet i ni år, og stoppede ved kilderne, der lå i nærheden af en af hans livslange tilhængere, Ikegami Munenaka. Her i Musashi (nu Tokyo) skrev han sit sidste testamente for fremtiden. Den 8. oktober udnævnte han seks seniorpræster som sine mest vigtige præstedisciple. De var Nissho, Nichiro, Nikko, Niko, Nitcho og Nichiji. Han betroede dem missionen at træne og udvikle tilhængerne i Japans forskellige regioner. 
Den 13. oktober, lige før sin død, skrev Nichiren Daishonin sit andet videregivelsesdokument, ’Dokument for betroelse til Minobu-san’, hvor han igen udnævnte Nikko som sin legale efterfølger. Heri betroede han alle sine lærer til Nikko og udnævnte ham som Kuon templets højestepræst.
I Ikegami Munenakas hjem sov Nichiren Daishonin hen samme dag i en alder af 60 år, mens hans nære disciple chantede Nam-myoho-renge-kyo.